# Бутурлін Федір Васильович

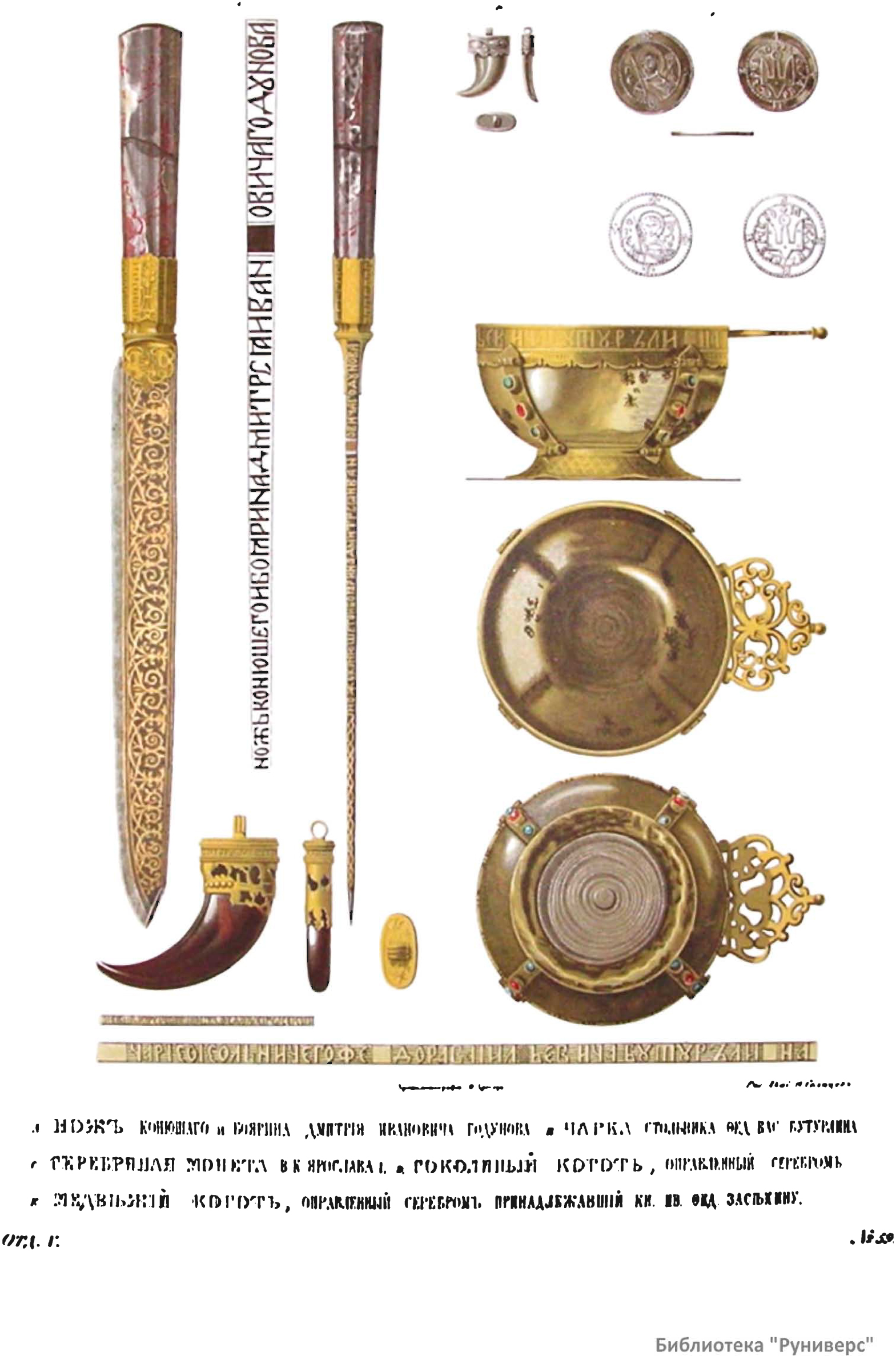
Чарка сокольничого О. Ст. Бутурліна

Федір Васильович Бутурлін (пом. 4 (14 січня 1673) — московський військовий і державний діяч, дворянин московський, стольник, окольничий і воєвода, старший син Василя Матвійовича Бутурліна.

## Біографія
У 1608 році Федір Бутурлін був присутній на весіллі царя Василя Івановича Шуйського з княжною Марією Петрівною Буйносовою-Ростовською. У 1617 році, під час Польсько-московської війни (1609—1618) брав участь у поході проти поляків і був відправлений від головних воєвод до царя з повідомленням про успішні дії. Нагороду отримав від царя Михайла Федоровича срібний ківш, сорок соболів та кармазинську камку.
В 1627 році Федір Бутурлін був призначений воєводою в Лівни, де в наступному 1628 році відбив атаки кримських татар. Лівенський воєвода Ф. Бутурлін послав ратних людей, які розбили противника «на річці на Фошні, між Лівенами і Курська, і вигнали татар з московських володінь». У нагороду Федорові Бутурліну були надані: кубок, соболина шуба в 76 рублів і придача до окладу.
У 1633 році під час Смоленської війни Федір Бутурлін діяв у Сіверській землі, очолив успішний похід на Миргород, потім був направлений під Смоленськ, на допомогу головної московської армії під командуванням боярина Михайла Шеїна.
У 1637 році Федір Бутурлін був воєводою в Торопці, а в 1638 році йому було доручено оглянути засіки на південному кордоні Московського царства і описати Оку від Серпухова до Рязані. Потім Федір Бутурлін був призначений на воєводство в Кропивні, а звідти переведений до Одоєва.
24 березня (3 квітня) 1639 року Федір Бутурлін був призначений другим воєводою в Казань. 10 (20) січня 1642 року був призначений на воєводство до Мценська. У 1643—1646 роки Федір Бутурлін був другим суддею в наказі нової чети. 1 (11) березня 1646 року його відправили на воєводство у Вєнєв, де він пробув до 5 жовтня.
У 1648 році Федір Бутурлін був присутній на весіллі царя Олексія Михайловича з Марією Милославською. 8 (18) вересня був наданий в окольничі. У 1650–1652 роках перебував на воєводстві у Двинській землі. У 1653 Федір Бутурлін був призначений воєводою в Яблонів, а в наступному 1654 був переведений на воєводство в Путивль.
30 листопада (10 грудня) 1654 року ФедораБутурліна разом із боярином Василем Шереметєвим було поставлено на чолі московського війська, відправленого на допомогу гетьману Війська запорізького Богдану Хмельницькому. Під Білою Церквою москвсько-козацькі війська успішно відбили атаки військ Речі Посполитої та кримських татар.
16 (26) березня 1655 року воєводу Федора Бутурліна відкликали до Москви, де 29 квітня (9 травня) він одержав у нагороду за свою службу від царя атласну шубу, кубок і придачу до окладу. 1656 року під час походу царя Олексія Михайловича на Ригу окольничий Федір Бутурлін був залишений третім «Москву відати».
19 (29) квітня 1657 року за царським указом окольничий Федір Бутурлін був відправлений з Москви до Чигирина до Богдана Хмельницького з важливим дипломатичним дорученням. Федір Бутурлін мав переконати гетьмана Війська запорізького припинити переговори зі Швецією, Трансильванією, Молдовою і Волощиною, розпочаті Богданом Хмельницьким через острах, що цар передасть Гетьманщину Речі Посполитій. Федору Бутурліну було доручено залагодити незадоволення, що виникли між Богданом Хмельницьким і московським урядом через неузгодженість дій під час війни з Річчю Посполитою. Окольничий Федір Бутурлін застав Богдана Хмельницького вже при смерті, проте встиг заспокоїти його щодо намірів царя Олексія Михайловича, дізнався про становище в Україні та в серпні повернувся до Москви.
19 (29) серпня 1657 року Федора Бутурліна відправили на воєводство в Казань, де він пробув два роки. У червні 1660 року Федора Бутурліна призначили воєводою у Вєнєв, звідки 17 (27) січня 1661 року його викликали до Москви, де протягом року він перебував на придворній службі. У травні 1662 року Федора Бутурліна було призначено воєводою в Путивль, де він перебував до початку 1665 року.
У січні 1673 року окольничий Федір Бутурлін помер, залишивши після себе сина Івана.